# Крако
Кра̀ко (на италиански: Craco) е село и община в Южна Италия, провинция Матера, регион Базиликата. Разположено е на 391 m надморска височина. Населението на общината е 762 души (към 2012 г.).
Основан от гърци, малкия град бил наречен „гракиум“, или „произлязъл от малката нива“ от един от тогавашните архиепископи в района. През 1963 Крако е бил изоставен вследствие от лошите реколти, свлачища и земетресения. Всички жители на града били спешно евакуирани от домовете си. Те били преместени към съседната долина, наречена Крако Пескьера (на италиански: Craco Peschiera), а оригиналният град бил оставен да пустее и до днес.
Няколко филма са заснети тук през годините, включително „Страстите Христови“ на Мел Гибсън, „Христос се спря в Еболи“ на Франческо Рози и „Спектър на утехата“ на Марк Форстър.